# 2005年のロケットボーイズ
『2005年のロケットボーイズ』（にせんごねんのロケットボーイズ）は、五十嵐貴久の小説である。テレビドラマ化されている。

## 概要
- 出版社 - 双葉社
- ISBN 4-575-23531-8
- 刊行 - 2005年8月5日

## あらすじ
高校受験の前日、梶屋は居眠り運転のトラックにはねられる。命に別状はなかったのだが、目覚めれば病院のベッドで事故から三日間の時を経ていた。これを知った梶屋は志望校の受験を逃していたことに気付き、その他に受けられる高校を探しはじめる。その結果、受けられるところはある都内の私立工業高校の1校しかなく、そこに仕方なく進学するはめに。
この高校に入ったことは自分にとって不本意だったためか次第にさぼりはじめ、遊びに明け暮れる日々を過ごす。2年生になったある日、素行の悪さが続いたために生徒指導の教師に呼び出され、退学を言い渡される。これを免れる代わりにキューブサットという小型の人工衛星を設計するように命令され、あの手この手を使って取り組んでいくことになる…。

## テレビドラマ
『ロケットボーイズ』というタイトルでテレビ東京系列局ほかで放送。テレビ東京では2006年1月9日から同年3月27日まで放送されていた。

### キャスト
- 梶屋信介（カジシン） - 遠藤雄弥
- 牧野龍（ドラゴン） - 柳浩太郎
- 立花彩子 - 安田美沙子
- 大崎良夫（ゴタンダ） - 川岸銀次
- 神野茉莉 - 加藤美佳
- 成田政孝（大先生） - 杉浦理史
- 神野誠（ダンナ） - 瀬戸康史
- 愛川昭一郎（翔さん） - 河嶋健太
- 空山澪（レインマン） - 佐藤ただすけ
- オーチャン - 斉藤崇
- 上原友香 - 後藤ゆきこ
- 丸橋先生 - 島根さだよし
- 梶屋信蔵 - 伊藤正之
- 梶屋源蔵 - 沼田爆
- 梶屋杏子 - 水沢アキ
- ほか

### 主題歌
- オープニングテーマ - ビアンコネロ「NAINO?」
- エンディングテーマ - T.P.O.「KISEKI〜ロケットボーイズ〜」

### スタッフ
- 原作 - 五十嵐貴久
- 脚本 - 武田樹里
- 美術協力 - ジオスポーツ、エースバッグ
- 撮影協力 - サトー電気、みうら映画舎、三浦市営業開発課
- 監修 - 東京都立航空工業高等専門学校
- 助監督 - 杉山整
- スチル - 中原一彦
- アニメーション作画 - 古賀拓也
- 記録 - 村上律子
- 車輌 - ブルーフラッグ
- タイトルバック - 山田勇人
- 制作主任 - 竹田和史
- プロデューサー補 - 惣門美子
- キューブサット - 石川智浩
- エグゼクティブプロデューサー - 岩田昌之
- チーフプロデューサー - 霜田一寿
- 企画プロデューサー - 花村佳代子
- プロデューサー - 梅田玲子
- 監督 - 白川士
- 製作著作 - フォーサイド・ドット・コム、ワタナベエンターテインメント
- 制作協力 - THE WORKS

### 放送局
| 放送対象地域   | 放送局               | 系列           | 放送日時                 | 備考                                       |
| -------------- | -------------------- | -------------- | ------------------------ | ------------------------------------------ |
| 関東広域圏     | テレビ東京 (TX)      | テレビ東京系列 | 月曜 25時00分 - 25時30分 |                                            |
| 北海道         | テレビ北海道 (TVh)   | テレビ東京系列 | 火曜 26時30分 - 27時00分 | テレビ東京の1日遅れ                        |
| 愛知県         | テレビ愛知 (TVA)     | テレビ東京系列 | 火曜 26時28分 - 26時58分 | テレビ東京の1日遅れ                        |
| 大阪府         | テレビ大阪 (TVO)     | テレビ東京系列 | 火曜 25時30分 - 26時00分 | テレビ東京の1日遅れ                        |
| 福岡県         | TVQ九州放送 (TVQ)    | テレビ東京系列 | 土曜 25時55分 - 26時25分 | テレビ東京の5日遅れ                        |
| 香川県・岡山県 | 西日本放送 (RNC)     | 日本テレビ系列 | 日曜 25時50分 - 26時20分 | 2007年3月4日放送開始 テレビ東京の420日遅れ |
| 山形県         | テレビユー山形 (TUY) | TBS系列        | 火曜 25時50分 - 26時20分 | テレビ東京の498日遅れ                      |

テレビ東京系列局での放送が中心だったが、唯一テレビせとうちでは放送されなかった。同局の放送対象地域においては、同系列局での放送終了から1年後に日本テレビ系列局の西日本放送で放送されることになった。
| テレビ東京 月曜25:00枠                | テレビ東京 月曜25:00枠                  | テレビ東京 月曜25:00枠               |
| 前番組                                | 番組名                                  | 次番組                               |
| ------------------------------------- | --------------------------------------- | ------------------------------------ |
| Pinkの遺伝子 (2005.10.3 - 2005.12.26) | ロケットボーイズ (2006.1.9 - 2006.3.27) | ROCK FUJIYAMA (2006.4.3 - 2007.3.26) |